# Curtiss CR
Il Curtiss CR, identificazione aziendale Model 23, era un monomotore biplano da competizione sviluppato dall'azienda statunitense Curtiss Aeroplane and Motor Company nei primi anni venti allo scopo di partecipare al Pulitzer Trophy Race, competizione riservata ad aerei militari.
Realizzato in versione basata a terra, dotata di un convenzionale carrello d'atterraggio, e idrocorsa, dal quale si distingueva per l'adozione di una coppia di galleggianti per operare dalle superfici acquatiche, venne identificato con le sigle da CR-1 a CR-4, i primi due "terrestri" ed i seguenti idrocorsa, dalla United States Navy, la marina militare statunitense che ne fu la proprietaria.
In seguito il progetto venne sviluppato ulteriormente su richiesta del United States Army, l'esercito statunitense, per la sua componente aerea, l'allora Air Service, ed identificato R-6.

## Tecnica
Il CR era un velivolo dall'aspetto convenzionale per l'epoca; monomotore biplano monoposto realizzato in legno, sia in configurazione terrestre, identificata come CR-1 e CR-2, che idrovolante, designata CR-3 e CR-4.
La fusoliera era caratterizzata dalla struttura monoscocca realizzata in legno e dall'abitacolo aperto. Posteriormente terminava in un impennaggio tradizionale monoderiva caratterizzato dall'adozione di piani orizzontali montati a sbalzo.
La configurazione alare era biplana, con ali superiore, montata alta a parasole, ed inferiore, montata bassa sulla fusoliera, di ugual apertura, collegate tra loro da un paio di montanti ad "N", uno per lato, integrati da tiranti in cavetto d'acciaio.
A seconda delle versioni, alla parte inferiore della fusoliera era collegato, tramite un castello tubolare, o un carrello biciclo tradizionale, fisso, integrato posteriormente da un pattino d'appoggio, o un paio di galleggianti nella versione idro a scarponi.
La propulsione era affidata ad un motore Curtiss D-12 5PL, un dodici cilindri a V raffreddato a liquido in grado di erogare una potenza pari a 450 hp (336 kW).

## Versioni
CR-1 / CR-2
versione terrestre dotata di carrello d'atterraggio.
CR-3 / CR-4
versione idrovolante a scarponi.

## Utilizzatori
Stati Uniti
- United States Navy (CR)
- United States Army Air Service (R6)